# Jeremy Levy

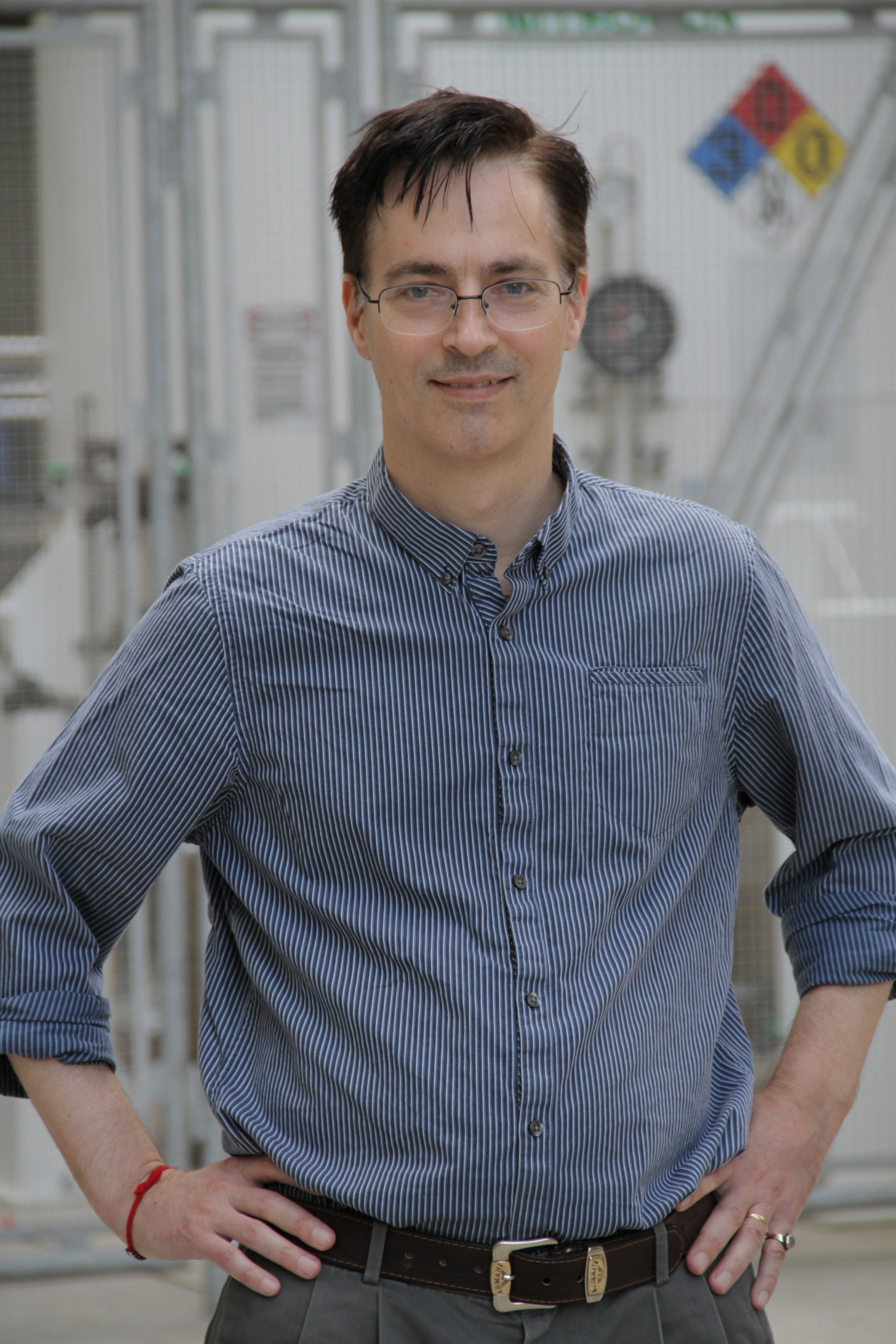
Jeremy Levy, 2022

Jeremy Levy (* 18. Mai 1965 in New York City) ist ein US-amerikanischer Physiker und ehemaliger Kinderdarsteller und Filmschauspieler.

## Leben
Im Alter von zwölf stand Levy für den vierteiligen Fernsehfilm Holocaust – Die Geschichte der Familie Weiss vor der Kamera. Ein Jahr später hatte er in der Komödie Nicht von schlechten Eltern die Hauptrolle des Jamie Harris inne. Für diese Rolle wurde er bei den ersten Youth in Film Awards im Jahr 1979 als Bester Hauptdarsteller in einem Spielfilm nominiert. Danach zog er sich aus der Schauspielerei zurück und ist heute Professor für Festkörperphysik an der University of Pittsburgh im US-Bundesstaat Pennsylvania.

## Filmografie
- 1978: Holocaust – Die Geschichte der Familie Weiss (Holocaust)
- 1979: Nicht von schlechten Eltern (Rich Kids)